# Stazione di Torreberetti
Stazione di Torreberetti vasútállomás Olaszországban, Lombardia régióban, Torre Beretti e Castellaro településen.

## Vasútvonalak
Az állomást az alábbi vasútvonalak érintik:
- Novara–Alessandria-vasútvonal
- Pavia–Alessandria-vasútvonal

## Kapcsolódó állomások
A vasútállomáshoz az alábbi állomások vannak a legközelebb:
- Stazione di Sartirana
- Castellaro railway halt
- Stazione di Valenza